# Oncacontias
Oncacontias is een geslacht van wantsen uit de familie van de Acanthosomatidae (Kielwantsen). Het geslacht werd voor het eerst wetenschappelijk beschreven door Breddin in 1903.

## Soorten
Het genus bevat de volgende soorten:

- Oncacontias brunneipennis (Breddin, 1903)
- Oncacontias vittatus (Fabricius, 1781)